# Sam Koch
Pour les articles homonymes, voir Koch.
(en) Statistiques sur pro-football-reference
Sam Koch (né le 13 août 1982 à York au Nebraska) est un joueur américain de football américain qui évolue au poste de punter dans la National Football League (NFL).

## Biographie

### Carrière universitaire
Il rejoint les Cornhuskers de l'Université du Nebraska en 2001. Il passe ses deux premières saisons comme punter réserviste à Kyle Larson sans effectuer le moindre punt, mais se charge des kickoffs pour quelques parties à sa deuxième saison. À sa troisième saison, en 2004, il devient le punter principal de l'équipe à la suite du départ de Larson.

### Carrière professionnelle
Il est sélectionné par les Ravens de Baltimore au 203e rang lors du sixième tour de la draft 2006 de la NFL, en étant le premier des deux punters choisis durant cette draft, et intègre l'équipe principale lors du début de la saison.
Le 9 novembre 2008 contre les Texans de Houston, il réalise le plus long punt de l'histoire des Ravens en dégageant 74 yards.
Après cinq saisons avec les Ravens, il prolonge en 2011 son séjour avec l'équipe en signant un contrat de 5 ans. Lors de la saison 2012, il remporte le Super Bowl XLVII avec les Ravens.
En juillet 2015, il signe un nouveau contrat de 5 ans pour 16,25 millions de dollars avec les Ravens, faisant de lui un des joueurs les mieux payés à sa position. Il est sélectionné à son premier Pro Bowl pour la saison 2015.